# Fort de Saint-Héribert
Fort de Saint-Héribert – duży, trójkątny fort pancerny, projektu gen. Brialmonta, będący częścią pierścienia fortów twierdzy Namur (fr. Region Fortifiee de Namur).
Fort położony na wzgórzu o wys. 245 m n.p.m., 5,7 km od centrum, osłaniał Rue St Gerard i bronił mniejszych dróg prowadzących na płaskowyż u zbiegu Mozy i Sambry, wraz z odległym o 4 km fortem de Malonne chronił dolinę Sambry, a wraz z oddalonym o 4,25 km fortem de Dave południowego biegu Mozy.
Trójkątny w kształcie fort o załamanej linii koszar szyjowych, które tworzyły dwa półbastiony z parą dział 57 mm każdy do obrony tylnej fosy; jedno takie działo broniło bezpośrednio bramy fortu. Fosa, o stoku spłaszczonym i stromej, murowanej przeciwskarpie, broniona przez kaponierę rewersową (czyli umieszczoną w przeciwskarpie) umieszczoną przy zbiegu fos, po przeciwnej stronie fortu niż brama główna; ta kaponiera uzbrojona była w dwie pary armat kal. 57 mm. Do obrony bliskiej służyły ponadto 4 armaty tego samego kalibru, umieszczone w obrotowych, wysuwanych wieżach pancernych, dwóch na masywnym bloku centralnego schronu, a dwóch na krawędzi fosy szyjowej; na bloku zamontowany był też silny reflektor w wysuwanej, pancernej kopule.

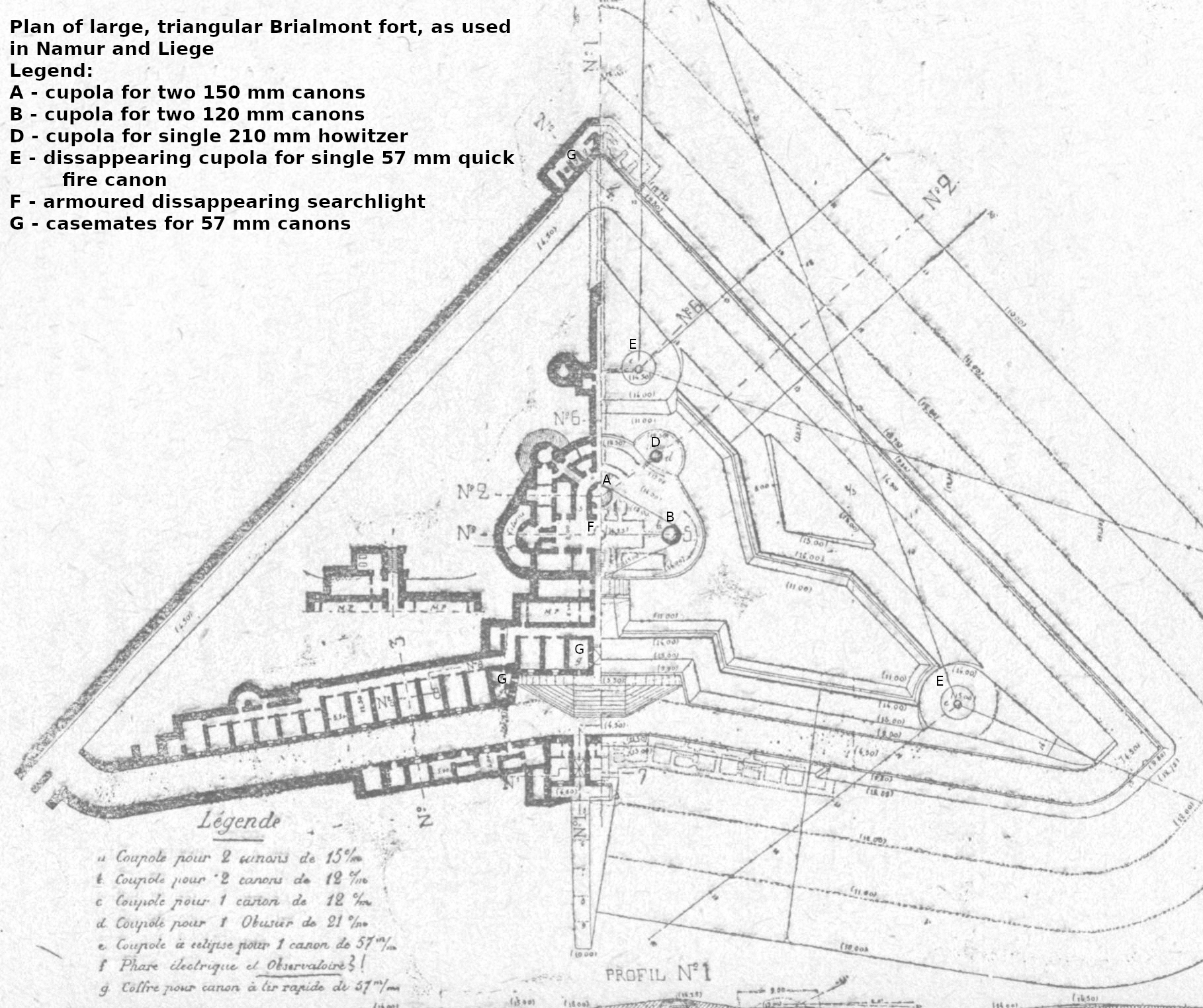
Duży, pancerny fort Brialmonta. Fort de Saint-Héribert był zbudowany według tego planu.
Legenda:
A) wieża dwóch dział 150 mm
B) wieża dwóch dział 120 mm
D) wieża haubicy 210 mm
E) wysuwane kopuły dział 57 mm F) wysuwany, opancerzony reflektor
G) schrony bojowe dział 57 mm

Na dachu schronu centralnego znajdowały się także 5 kopuł dział obrony dalekiej: w centralnej części jedna wieża z parą armat 150 mm, w tylnej części dwie wieże z parą armatą 120 mm, do prowadzenia ognia bezpośredniego. Z przodu bloku znajdowały się dwie kopuły haubic 210 mm, do ognia pośredniego. Działa 150 mm M.1886 produkcji Kruppa, o długości lufy 3,8m i kącie podniesienia luf od -2° do +25°, miały zasięg 8,5 km. Wieża o średnicy 4,8m miała masę 224 ton i 25-osobową załogę (wraz z żołnierzami dostarczającymi amunicję z magazynów itp.). Wieża dział 120 mm miała taką samą średnicę i załogę, ale była lżejsza (188 ton). Armaty M. 1889, o długości lufy 3 i kącie podniesienia od -3° do +25°, strzelały na 8 km. Haubica 210 mm M.1889 Kruppa, o lufie 2,5 m i kącie podniesienia od -5° do +35° (zasięg ognia pośredniego 6,9 km), umieszczona była w mniejszej (3,6 m) i lżejszej (100 ton) wieży o 13-osobowej załodze. Lekkie działa 57 mm M.1889 Nordenfeldta miały lufy 1,5 m, kąt podniesienia od -8° do +10°, zasięg 300 m, a ich kopuły o średnicy 2,1 m i wadze 34 ton obsługiwało 6 ludzi.
Artyleria fortu była zgrupowana w 4. baterię artylerii fortecznej.
23 sierpnia 1914, podczas niemieckiego ataku na miasto, gdy natarcie niemieckie zmusiło obrońców do ewakuacji III sektora obrony (północno-zachodniego), stało się jasne, że ewakuacja twierdzy jest nieunikniona. Upadek sąsiadującego fortu de Malonne, opuszczonego przez załogę i zajętego przez niemiecki patrol, zachęcił siły niemieckie do zdecydowanego ataku na fort, wspartego ciężkim ogniem artylerii. Pod naciskiem atakujących, wobec uszkodzeń koszar i tylnej części fortu, trafienia w kanał wentylacyjny i chmur gazów po wybuchach utrudniających oddychanie, dowodzący fortem kpt. Derzelle uznał dalszą obronę za niemożliwą i poddał się o 19.45. Według niemieckiego zestawienia z 1915 roku, fort nie był ostrzeliwany przez najcięższą artylerię (kal. 210 mm i większy).
W okresie międzywojennym fort został zmodernizowany, wyremontowano uszkodzone lub zniszczone kopuły, wymieniono działa 57 na 75 mm, w kaponierach zainstalowano karabiny maszynowe. Fort otrzymał cztery wieże z haubicami 75 mm, jedną z dwoma działami 75 mm i dwie z karabinami maszynowymi. W czasie inwazji na Belgię bronił się trzy dni (18–21 maja 1940). 15 maja po raz pierwszy otworzył ogień z armat 75 mm do oddziałów niemieckich na drugim brzegu Mozeli. 18 maja znalazł się pod ciężkim ogniem i następnego dnia w bryle schronu pojawiły się pęknięcia. Mimo bezpośrednich trafień w dwie kopuły, wieże fortu kontynuowały ostrzał, mimo stale pogłębiających się uszkodzeń. 20 maja forty na południe od Namur były atakowane przez 211 Dywizję Wehrmachtu i 21 maja karabiny maszynowe z kopuł pancernych odparły ogniem atak niemieckich piechurów na stok fortu. Sąsiadujące forty de Dave i de Malonne udzieliły wsparcia ogniowego. Późnym rankiem dalsze zniszczenie okalającego wieże betonu doprowadziło do ich unieruchomienia i straciwszy możliwość obrony, fort się poddał. Ataki na fort kosztowały Niemców 129 zabitych i 600 rannych, podczas gdy jego garnizon stracił tylko jednego zabitego.
Wojsko belgijskie opuściło fort w latach 1960. Zniszczony fort został przykryty ziemią i zapomniany. W 2013 las (w celu pozyskiwania drewna opałowego) nabył Emile Legros i odnalazł fort – wraz z grupą pasjonatów doprowadził do odkopania fortu i od 2021 funkcjonuje w nim muzeum.